# Macey (Aube)
Macey ist eine französische Gemeinde mit 982 Einwohnern (Stand 1. Januar 2022) im Département Aube in der Region Grand Est (vor 2016 Champagne-Ardenne). Die Gemeinde gehört zum Arrondissement Troyes und zum Kanton Saint-Lyé. 

## Geographie
Macey liegt etwa zwölf Kilometer westlich von Troyes. Umgeben wird Macey von den Nachbargemeinden Le Pavillon-Sainte-Julie im Norden, Saint-Lyé im Norden und Nordosten, Montgueux im Osten, Messon im Süden, Fontvannes im Südwesten, Dierrey-Saint-Julien im Westen sowie Dierrey-Saint-Pierre im Nordwesten.

## Bevölkerungsentwicklung
| 1962                       | 1968 | 1975 | 1982 | 1990 | 1999 | 2006 | 2013 | 2013 |
| -------------------------- | ---- | ---- | ---- | ---- | ---- | ---- | ---- | ---- |
| 187                        | 204  | 199  | 534  | 724  | 742  | 843  | 925  | 971  |
| Quellen: Cassini und INSEE |      |      |      |      |      |      |      |      |

## Sehenswürdigkeiten

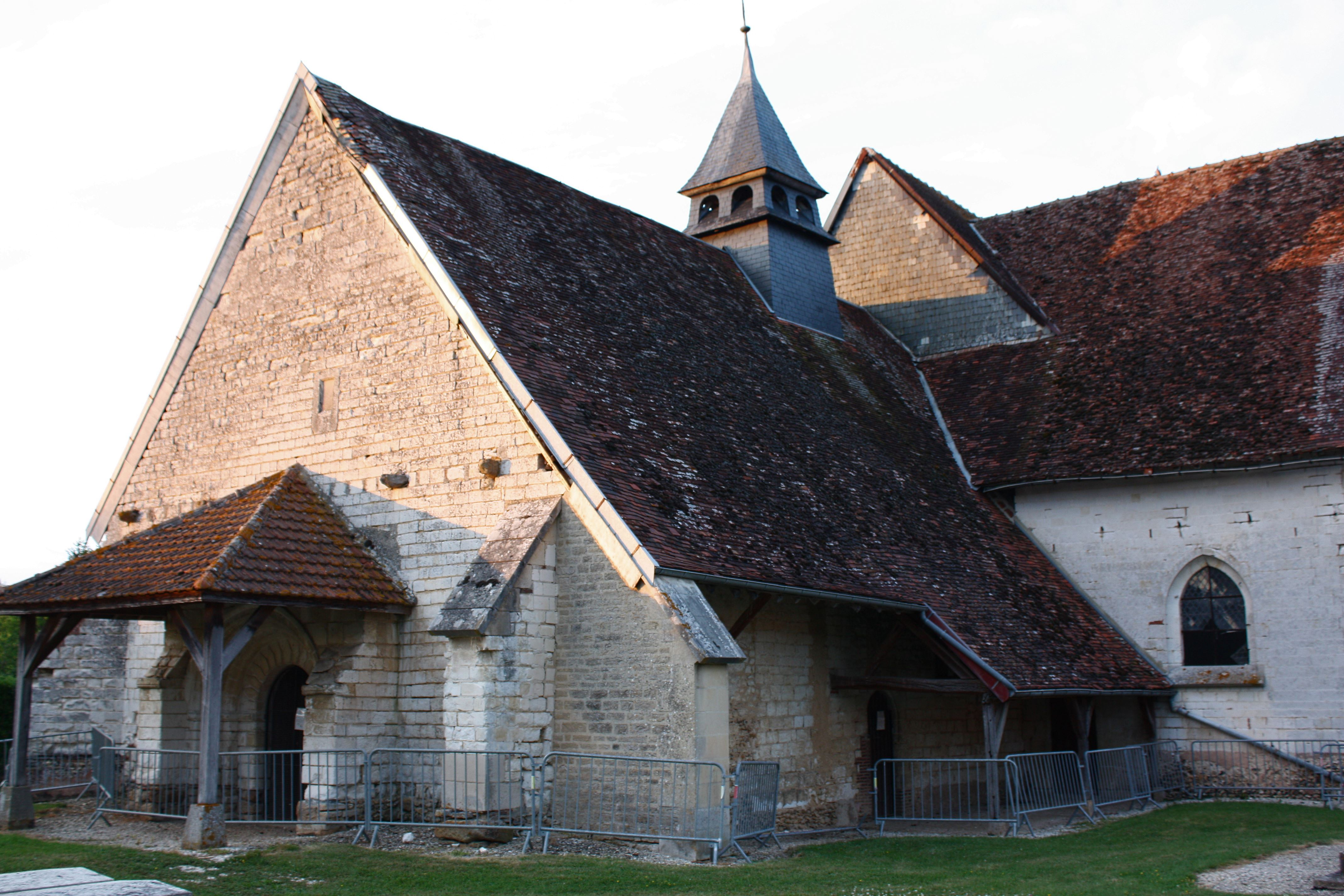
Kirche Saint-Martin
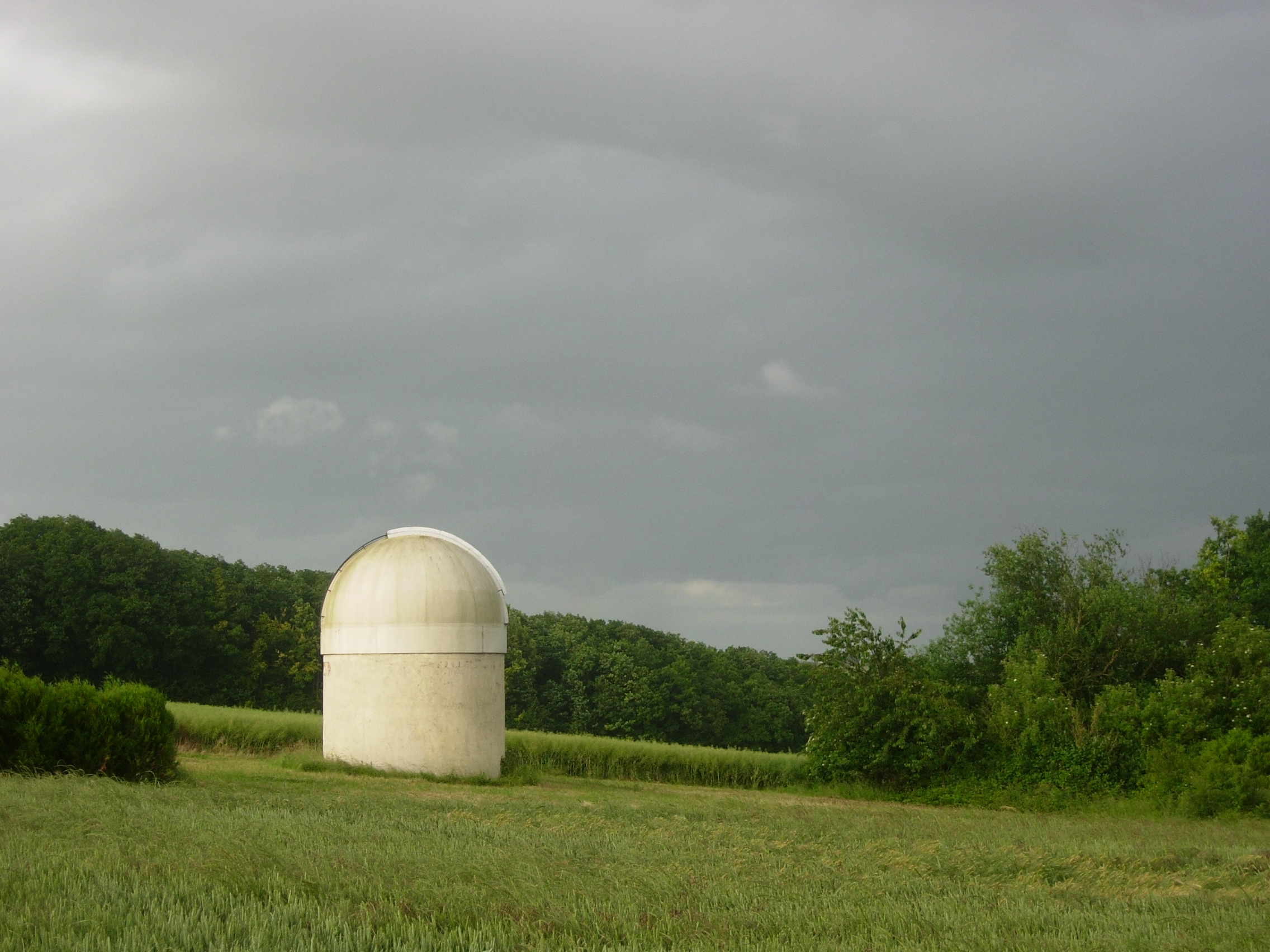
Observatorium

- Kirche Saint-Martin
- Observatorium